# 圖爾比納峰

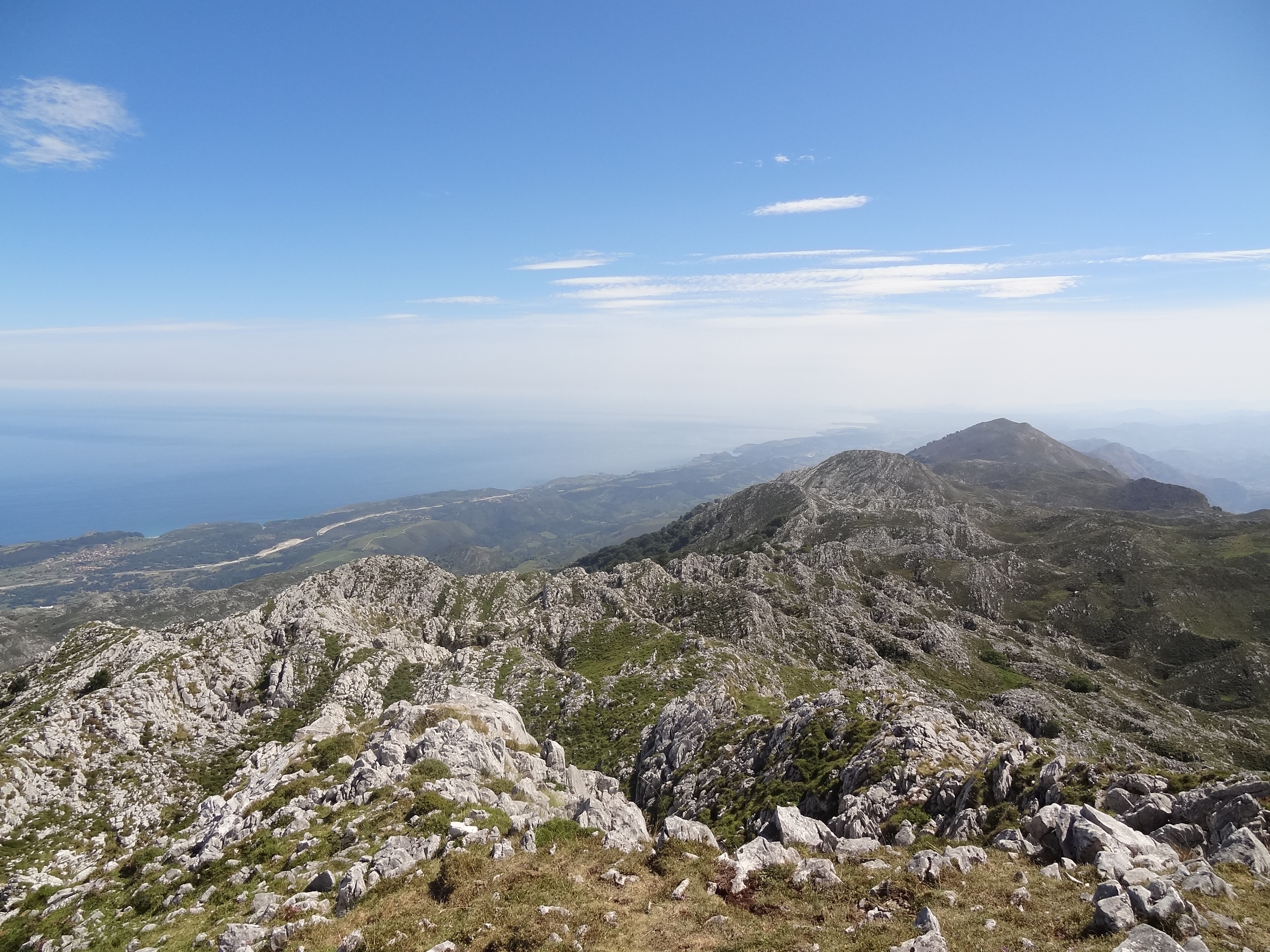

43°21′N 4°46′W / 43.350°N 4.767°W
圖爾比納峰（西班牙語：Pico Turbina），是西班牙的山峰，位於該國北部阿斯圖里亞斯，處於歐羅巴山和利亞內斯沿岸之間，屬於坎塔布連山脈中庫埃拉山脈的一部分，海拔高度1,315米。